# Metaltex
A Metaltex é uma indústria de eletroeletrônicos brasileira, com sede na cidade de São Paulo.
Fundada em 1958, foi o maior fabricante da América do Sul em componentes eletrônicos para telecomunicações durante as décadas de 1970 e 1980, sendo a pioneira na fabricação de relés especiais no Brasil.
Atualmente possui duas divisões: Eletrônica e Automação Industrial.